# Чапаевская улица (Самара)
Чапа́евская у́лица — улица в Самарском и Ленинском районах Самары.

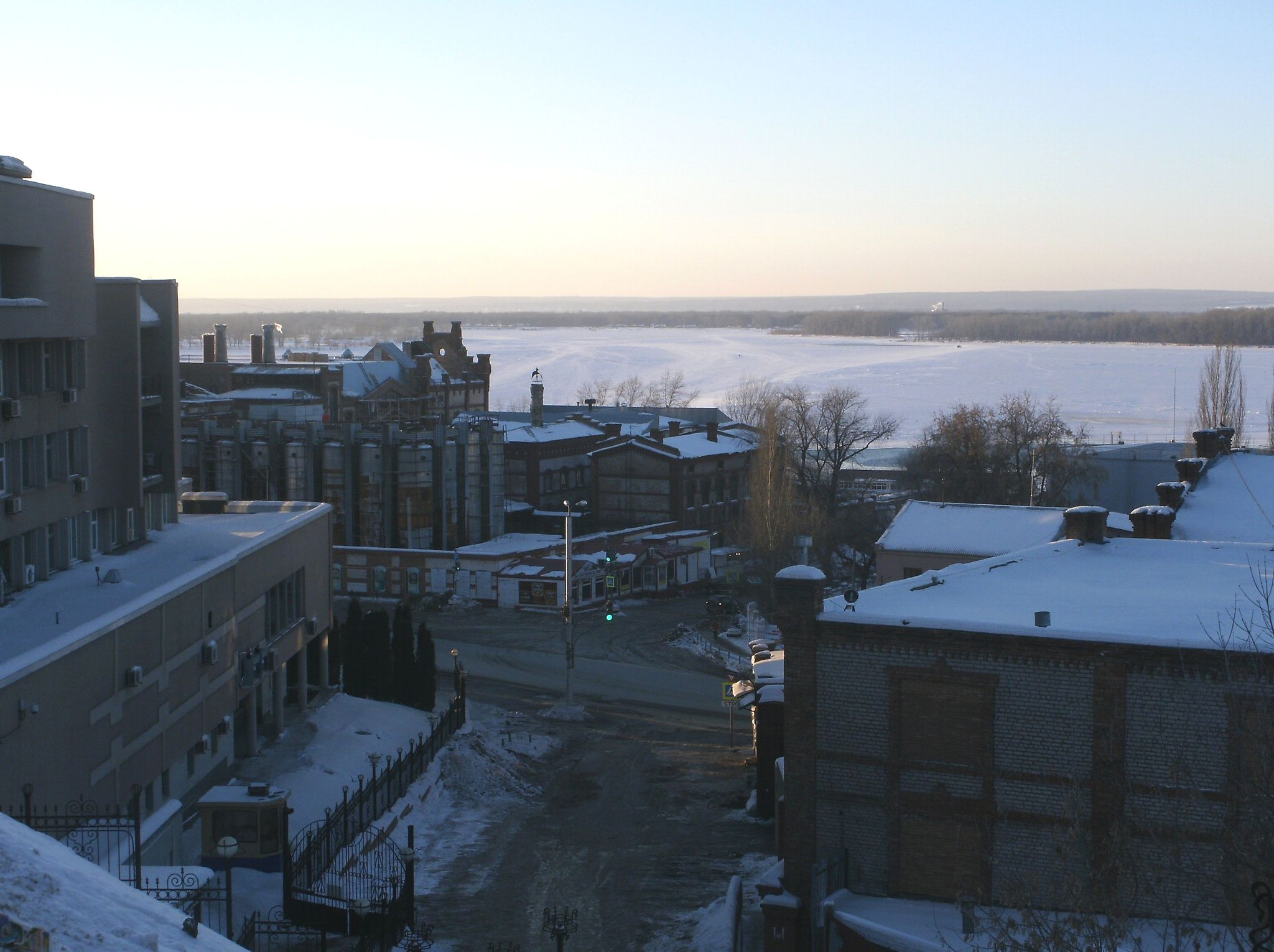
Вид на Волгу в конце улицы Чапаевская, на пересечении с улицей Ульяновской

## История годонима
Улица, следующая после улицы Фрунзе, берёт своё начало с бровки реки Самары и тянется вдоль Волги до Студенческого переулка, поэтому не случайно её первое название «У Самары». В течение 10 лет, с 1850 по 1860 год, она называлась Симбирской. В те времена многие уже сформировавшиеся улицы носили названия соседских городов.
 Надо отметить одну любопытную деталь: Симбирской улицей назывались улицы Фрунзе и Ульяновская. По названию улицы нередко можно узнать не только о её истории, но и о людях, судьбы и деятельность которых были связаны с историей города. Симбирская — в 1850 году переименована в Николаевскую. В 1926 году Николаевская улица была переименована в честь легендарного героя гражданской войны Василия Ивановича Чапаева в Чапаевскую. В конце улицы на пересечении с Ульяновской открывается отличный вид на реку Волгу и оттуда можно спуститься к самарскому пивзаводу.

## Архитектура улицы
Основная её застройка — одно-трёхэтажные дома в «кирпичном стиле». Но можно встретить, как правило, на перекрёстках улиц и пятиэтажные добротные здания в стиле архитектуры модерна. Своеобразный микромир этой тихой самарской улицы определяют высокие кроны деревьев, в тени которых прячутся дома, немало повидавшие на своём веку.

На Чапаевской улице стоят дома, построенные по проектам А. А. Щербачёва и его сына П. А. Щербачёва (ярко выраженный пример самарского модерна — дом доктора Эрна, построенный А. Щербачёвым в 1900 году. Здание примечательно не только своей архитектурой, в нём с 1941 по 1943 год размещалось посольство Польши), архитекторов Г. Н. Мошкова и Ф. Н. Засухина. 
 Дома на Чапаевской разных архитектурных достоинств. Постройки архитекторов, отца и сына, стоят рядом — а это уже уникальный случай.

## Здания и сооружения
Чётная сторона 

| № дома         | Дата постройки Архитектор | Описание | Изображение                                             |
| -------------- | ------------------------- | --- | ------------------------------------------------------- |
| 8-10           |                           | |                                                         |
| 54             |                           | В этом здании в 1941—1943 годах располагалось эвакуированное посольство братской союзнической республики Югославия. |                                                         |
| 74             |                           | Дом купца Е. Н. Аннаева. Сейчас здание занимает школа № 13 им. Героя Советского Союза Ф. В. Санчирова |                                                         |
| 80             |                           | Трёхэтажный каменный, облицованный глазурованной плиткой дом № 80 по улице Чапаевской строился в конце XIX в. как особняк В. Б. Маркинсона. В 1941-43 гг. в этом доме размещалось посольство Японии. В настоящее время здесь располагается Муниципальная детская музыкальная школа № 1 им Д. Д. Шостаковичва | Чапаевская, 80                                          |
| 84б            |                           | Старая синагога - действующая синагога Самары во дворе дома 84. Возведена в 1880 году. | Чапаевская,84б                                          |
| 106            | А. Щербачёв               | Дом спроектирован Щербачёвым для сына строителя Челышева. В 1905 году в подвале этого дома находилась подпольная типография Восточного бюро ЦК РСДРП. Бюро ЦК РСДРП было создано в Самаре и объединяло деятельность нелегальных партийных организаций семнадцати губерний Поволжья и Урала. На первом этаже находился табачный магазин, а в подвале размещалась подпольная типография, которая 14 июня 1905 года была ликвидирована правоохранительными органами. | Чапаевская,106                                          |
| 110            |                           | Дом И. Либерфорта | Чапаевская,110                                          |
| 112а           |                           | В доме расположена компания по продаже и обслуживанию компьютерной техники (на 05.04.09) | Чапаевская,112a                                         |
| 112            |                           | | Чапаевская,112                                          |
| 120            |                           | В этом доме расположено Муниципальное дошкольное образовательное учреждение комбинированного вида № 49. | Чапаевская,120                                          |
| 122            |                           | В этом доме расположен коммерческий банк. | Чапаевская,122                                          |
| 136            | 1898 А. Щербачёв          | Софийская церковь (Храм во имя святых мучениц Веры, Надежды, Любови и матери их Софии). В 1875 г. в Самаре было учреждено «Общество попечительства о бедных», которое открыло приют для детей-сирот воинов, погибших, сражаясь в Самарском ополчении под Самарским Знаменем за освобождение болгарского народа от турецкого ига. Приют получил наименование «Мариинский» в память усопшей императрицы-матери Марии Федоровны. В заведение принимались девочки в возрасте от 5 до 12 лет и содержались до 17 лет. Их обучали чтению, письму, Закону Божию, арифметике, а также необходимым для женщины навыкам шитья, вязания, приготовления пищи. На участке приюта в 1898 г. был построен и освещен храм во имя святых мучениц Веры, Надежды, Любови и матери их Софии. Проект храма разработал самарский архитектор А. А. Щербачёв. | Храм во имя святых мучениц                              |
| 142            |                           | Жилой дом | Чапаевская,142                                          |
| 144            |                           | В доме расположена проектная мастерская (архитектура, градостроительство)(на 05.04.09). | Чапаевская, 144                                         |
| 146            |                           | В доме расположены ряд коммерческих организаций (строительство, консалтинг, туризм)(на 05.04.09). | Чапаевская, 146                                         |
| 156а           |                           | Дом признан памятником архитектуры регионального значения, включён в реестр культурного наследия |                                                         |
| 170—172 лит. Б |                           | Кирпичные 2-этажные дома признаны памятником архитектуры регионального значения, включены в реестр культурного наследия |                                                         |
| 178            |                           | Здание бывшей земской школы сельских учителей. Построено в 1903 году. Реконструировано (надстроены этажи). Объект культурного наследия № 6300198000 | Чапаевская, 178                                         |
| 180            |                           | Так называемый «генеральский дом» построен в 1936—1937 годах для начальствующего состава Приволжского военного округа. При строительстве дома использованы кирпичи разрушенного Воскресенского кафедрального собора. 22 мая 1937 года здесь был арестован М. Н. Тухачевский. | Чапаевская,180                                          |
| 186            |                           | Самарский государственный областной университет (Наяновой). | Чапаевская,186                                          |
| 192            |                           | Общежитие Самарской государственной академии культуры и искусства. | Чапаевская,192                                          |
| 200            |                           | Жилой дом | Чапаевская,200                                          |
| 210            |                           | «Дом архитектора» и жилой дом. Здание построено в 1971 году. Известно, что здесь жил Алексей Григорьевич Моргун. |                                                         |
| 230            |                           | Жилой дом. После Великой Отечественной войны, было надстроено ещё два этажа. Местные жители называли здание — «красный дом», и двор соответственно — «красным двором». В 90е годы, над малым крылом дома — было надстроено ещё два этажа, таким образом — получилась двухъярусная квартира с отдельными балконами и видом на Волгу. По слухам, для этой квартиры планировалось сделать отдельный лифт по внешней стене дома. Во дворе дома располагается вход в квартиру на первом этаже с отдельным крыльцом и палисадником. С точки зрения, истории «доработок дома» и расположения квартир, здание весьма интересно. | Жилой дом на ул. Чапаесвская 230, Самара, «Красный дом» |

## Нечётная сторона
| № дома       | Дата постройки Архитектор | Описание | Изображение              |
| ------------ | ------------------------- | --- | ------------------------ |
| 37           |                           | | Чапаевская,37            |
| 79           |                           | | Чапаевская,79            |
| 87           | Г. Мошков                 | НИИ гигиены Самарского государственного медицинского университета | Чапаевская,87            |
| 89           | Ф. Засухин                | Самарский государственный медицинский университет, в годы Великой Отечественной войны в здании размещался эвакогоспиталь № 5334                                                                                   |                          |
| 93/95        |                           | Жилой дом | Чапаевская,93/95         |
| 127          |                           | Жилой дом с административными помещениями | Чапаевская,127           |
| 131          |                           | Жилой дом | Чапаевская,131           |
| 133          |                           | Жилой дом | Чапаевская,133           |
| 163 литера А |                           | «Дом Никольского Д. Д. — Шибаевой Е. А.» признан памятником архитектуры регионального значения, включён в реестр культурного наследия                                                                             |                          |
| 165          | 1900 А. Щербачёв          | Дом Эрна Э. Г., посольство Польши в 1941—1943 годах. В 1920-е годы здесь размещалось одно из отделений ВЧК-ГПУ Самарской губернии. В настоящее время здание занимает Самарская областная клиническая больница № 2 |                          |
| 173          |                           | «Дом Крашенникова Н. В.» признан памятником архитектуры регионального значения, включён в реестр культурного наследия                                                                                             |                          |
| 175 литера А |                           | «Дом Кокушиной Е. А.» признан памятником архитектуры регионального значения, включён в реестр культурного наследия                                                                                                |                          |
| 181          |                           | Расположение миссии Канады в 1941—1943 годах | Chapayevskaya str., 181. |